# Синхронне плавання на літніх Олімпійських іграх 2008
Змагання з синхронного плавання на літніх Олімпійських іграх 2008 у Пекіні проходили з 18 до 23 серпня в Пекінському національному плавальному комплексі.

## Медалі
| Дисципліни | Золото | Срібло | Бронза                                                                                                   |
| ---------- | --- | --- | --- |
| Дуети      | Анастасія Давидова · та Анастасія Єрмакова · Росія | Андреа Фуентес · та Хемма Менгуаль · Іспанія                                                                                                 | Сахо Харада · та Еміко Судзукі · Японія                                                                  |
| Команди    | Росія (RUS) Анастасія Давидова Анастасія Єрмакова Марія Громова Наталія Іщенко Ельвіра Хасянова Ольга Кужела Олена Овчинникова Ганна Шоріна Світлана Ромашина | Іспанія (ESP) Альба Кабельйо Ракель Корраль Андреа Фуентес Хемма Менгуаль Таїс Енрікес Лаура Лопес Гізела Морон Ірина Родрігес Паола Тірадос | Китай (CHN) Гу Бейбей Хуан Сюечень Цзян Тінтін Цзян Веньвень Лю Оу Ло Сі Сунь Цютін Ван На Чжан Сяохуань |

## Розклад змагань
Китайський стандартний час (UTC+8)
| День                      | Час         | Диципліна                                  |
| ------------------------- | ----------- | ------------------------------------------ |
| Понеділок, 18 серпня 2008 | 15:00-16:40 | Дует, технічна програма                    |
| Вівторок, 19 серпня 2008  | 15:00-17:10 | Дует, довільна програма (попередній раунд) |
| Середа, 20 серпня 2008    | 15:00-16:30 | Дует, довільна програма (фінал)            |
| П'ятниця, 22 серпня 2008  | 15:00-15:45 | Група, технічна програма                   |
| Субота, 23 серпня 2008    | 15:00-15:45 | Група, довільна програма (фінал)           |

## Кваліфікація на Олімпіаду

### Команди
| Змагання                            | Дата                      | Місце          | Путівок | Кваліфікувались           |
| ----------------------------------- | ------------------------- | -------------- | ------- | ------------------------- |
| Країна-господар                     | -                         | -              | 1       | Китай                     |
| Кубок Європи з синхронного плавання | 30 травня — 2 червня 2007 | Рим            | 1       | Росія                     |
| Панамериканські ігри 2007           | 13–29 липня 2007          | Ріо-де-Жанейро | 1       | США                       |
| Чемпіонат Африки                    | 4–5 грудня 2007           | Каїр           | 1       | Єгипет                    |
| Кваліфікаційний турнір Океанії      | 19–22 липня 2007          | Цюрих          | 1       | Австралія                 |
| Олімпійський кваліфікаційний турнір | 16–20 квітня 2008         | Пекін          | 3       | Іспанія · Японія · Канада |
| Загалом                             |                           |                | 8       |                           |

### Дуети
| Змагання                            | Дата              | Місце | Путівок | Кваліфікувались |
| ----------------------------------- | ----------------- | ----- | ------- | --- |
| Путівки від НОК                     | -                 | -     | 8       | Китай · Росія · США · Єгипет · Австралія · Іспанія · Японія · Канада                                                                                          |
| Кваліфікаційний турнір Океанії      | 19–22 липня 2007  | Цюрих | 1       | Нова Зеландія |
| Олімпійський кваліфікаційний турнір | 16–20 квітня 2008 | Пекін | 15      | Італія · Україна · Греція · Нідерланди · Швейцарія · Бразилія · Франція · Ізраїль · КНДР · Казахстан · Мексика · Велика Британія · Білорусь · Чехія · Австрія |
| Загалом                             |                   |       | 24      | |